# Selección femenina de baloncesto de Nueva Zelanda
La Selección femenina de baloncesto de Nueva Zelanda es el equipo formando por jugadoras de nacionalidad neozelandesa que representa a la "Nueva Zelanda Basketball" en las competiciones internacionales organizadas por la Federación Internacional de Baloncesto (FIBA) o Comité Olímpico Internacional (COI): los Juegos Olímpicos, Copa Mundial de Baloncesto Femenino y Campeonato FIBA Oceanía Femenino.

## Competiciones

### Medallas
- Medallas de Oro: 1

- Campeonato FIBA Oceanía de 1993

- Medallas de Plata: 15

- Campeonato FIBA Oceanía de 1974
- Campeonato FIBA Oceanía de 1978
- Campeonato FIBA Oceanía de 1982
- Campeonato FIBA Oceanía de 1985
- Campeonato FIBA Oceanía de 1989
- Campeonato FIBA Oceanía de 1995
- Campeonato FIBA Oceanía de 1997
- Campeonato FIBA Oceanía de 2001
- Campeonato FIBA Oceanía de 2003
- Campeonato FIBA Oceanía de 2005
- Campeonato FIBA Oceanía de 2007
- Campeonato FIBA Oceanía de 2009
- Campeonato FIBA Oceanía de 2011
- Campeonato FIBA Oceanía de 2013
- Campeonato FIBA Oceanía de 2015

### Juegos Olímpicos
| Año  | Récord | Posición | Competición                            | Sede              |
| ---- | ------ | -------- | -------------------------------------- | ----------------- |
| 2000 | 1-5    | 11.ª     | XV Campeonato Olímpico de Baloncesto   | Sídney, Australia |
| 2004 | 1-5    | 10ª      | XVI Campeonato Olímpico de Baloncesto  | Atenas, Grecia    |
| 2008 | 1-4    | 10ª      | XVII Campeonato Olímpico de Baloncesto | Pekín, China      |

| Participaciones | Medalla de oro | Medalla de plata | Medalla de bronce | Total |
| --------------- | -------------- | ---------------- | ----------------- | ----- |
| 3               | 0              | 0                | 0                 | 0     |

### Copa Mundial
| Año  | Récord | Posición | Competición                                   | Sede              |
| ---- | ------ | -------- | --------------------------------------------- | ----------------- |
| 1994 | 1-7    | 15.ª     | XII Campeonato Mundial de Baloncesto Femenino | Sídney, Australia |

| Participaciones | Medalla de oro | Medalla de plata | Medalla de bronce | Total |
| --------------- | -------------- | ---------------- | ----------------- | ----- |
| 1               | 0              | 0                | 0                 | 0     |